# Topići (żupania splicko-dalmatyńska)

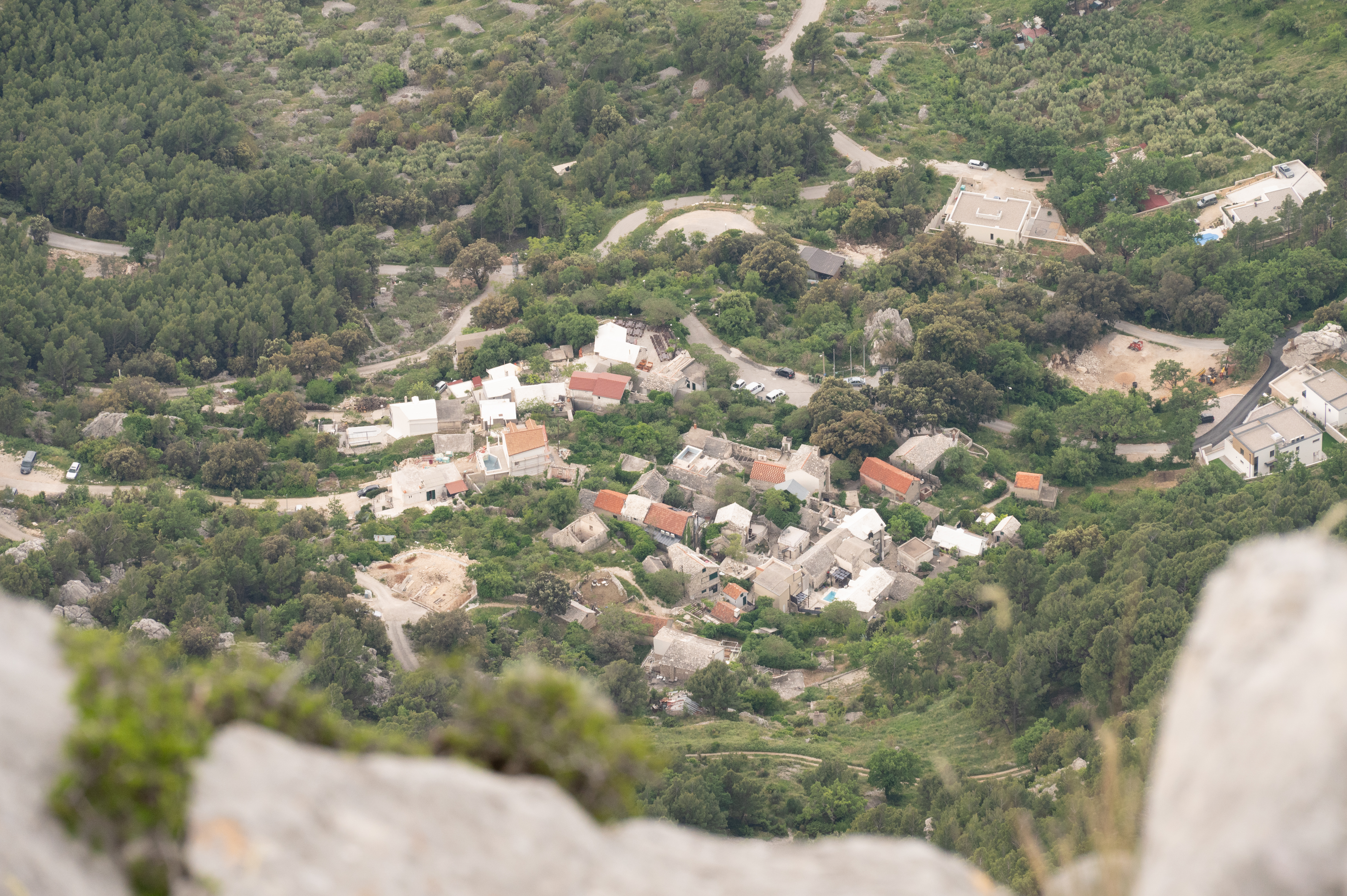
Topići

Topići – wieś w gminie Baška Voda, w żupanii splicko-dalmatyńskiej, położona u podnóża góry Biokovo, około 1,3 km od brzegu Adriatyku. Otoczone licznymi drzewami oliwnymi. Oficjalnie Topići nie stanowią odrębnej osady, ale część Baški Vody. Szacuje się, że w Topićiach mieszka na stałe 7 osób.
Znaczna część mieszkańców Topić żyje w Baškiej Vodzie, gdzie zbudowali nowe domy, a do starych wracają przeważnie na okres zbiorów oliwek. Ze względu na bliskość morza, w sezonie letnim miejscowość odwiedzało niegdyś nawet do 40 tysięcy turystów, a znana była szczególnie z powodu domowych specjalności kulinarnych, takich jak ser, pršut czy chleb z pieca. W roku 2007 otrzymała swój oficjalny hymn.
Każdego roku, na stadionie NK Uraniji tradycyjnie rozgrywa się charytatywny mecz pomiędzy drużynami Topić i sąsiedniego Bastu.

## Galeria

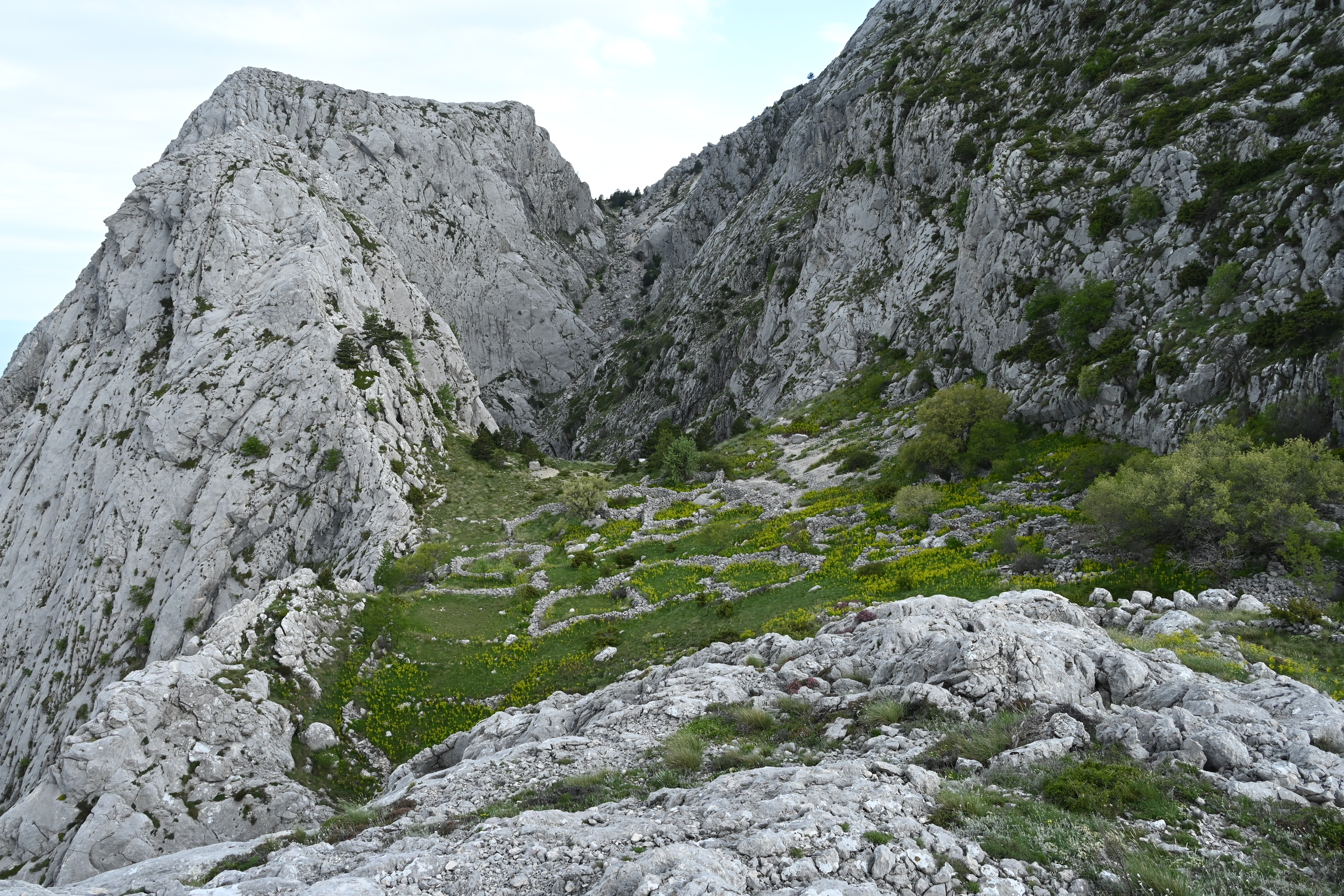
Górska osada "Topića Staje"
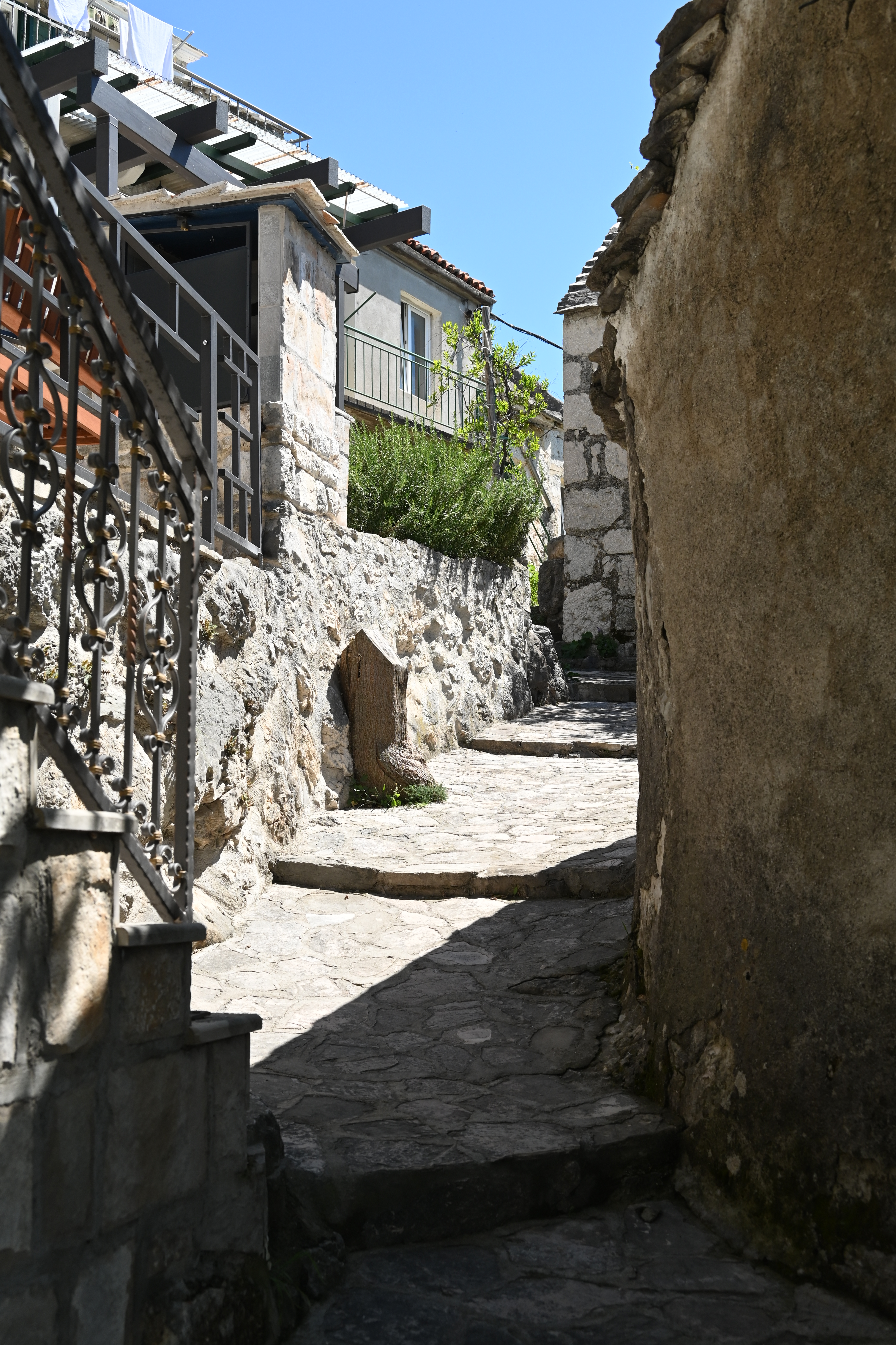
Ulica we wsi
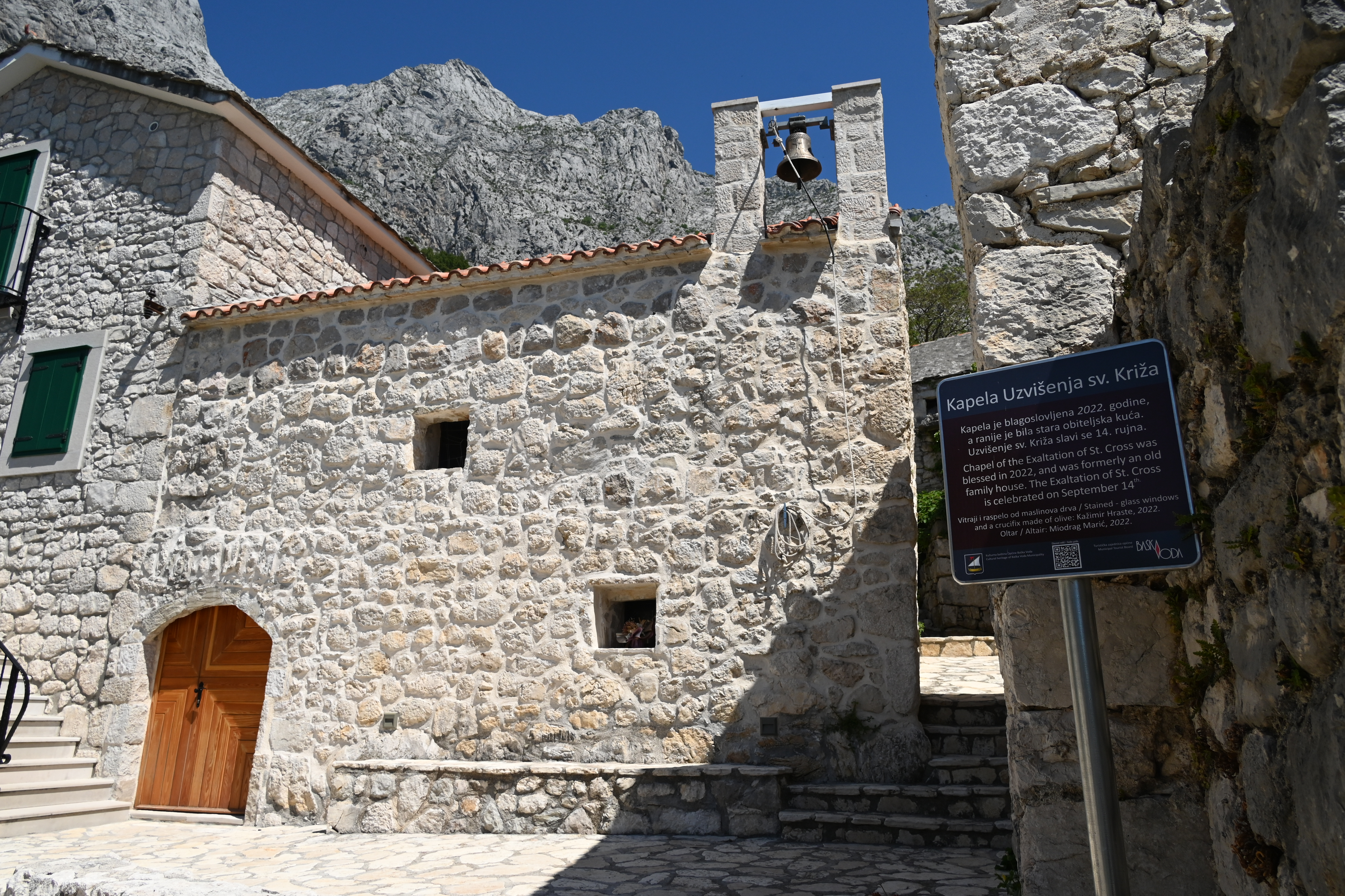
Kaplica Podwyższenia Krzyża Świętego we wsi
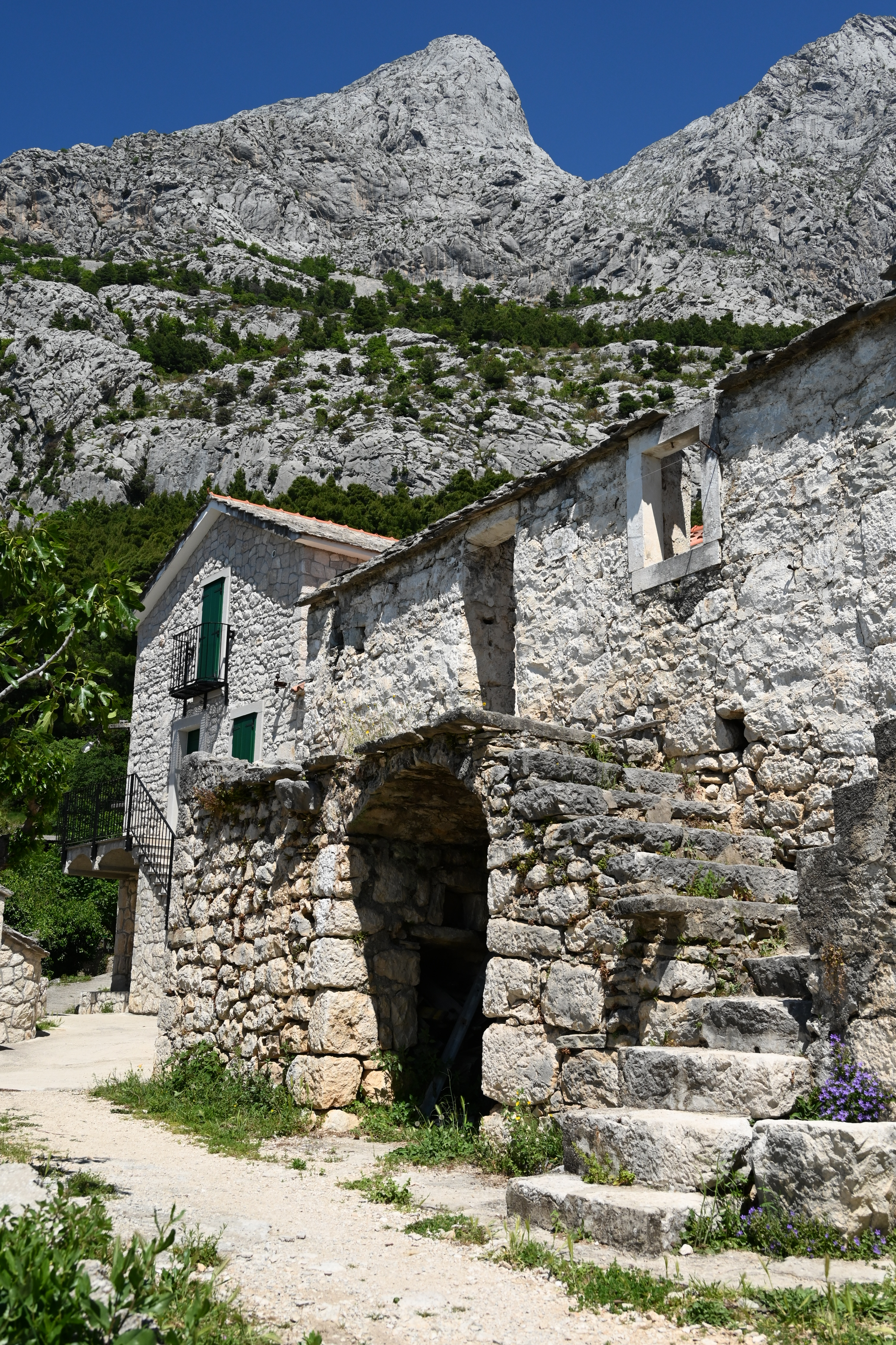
Zabudowa wsi
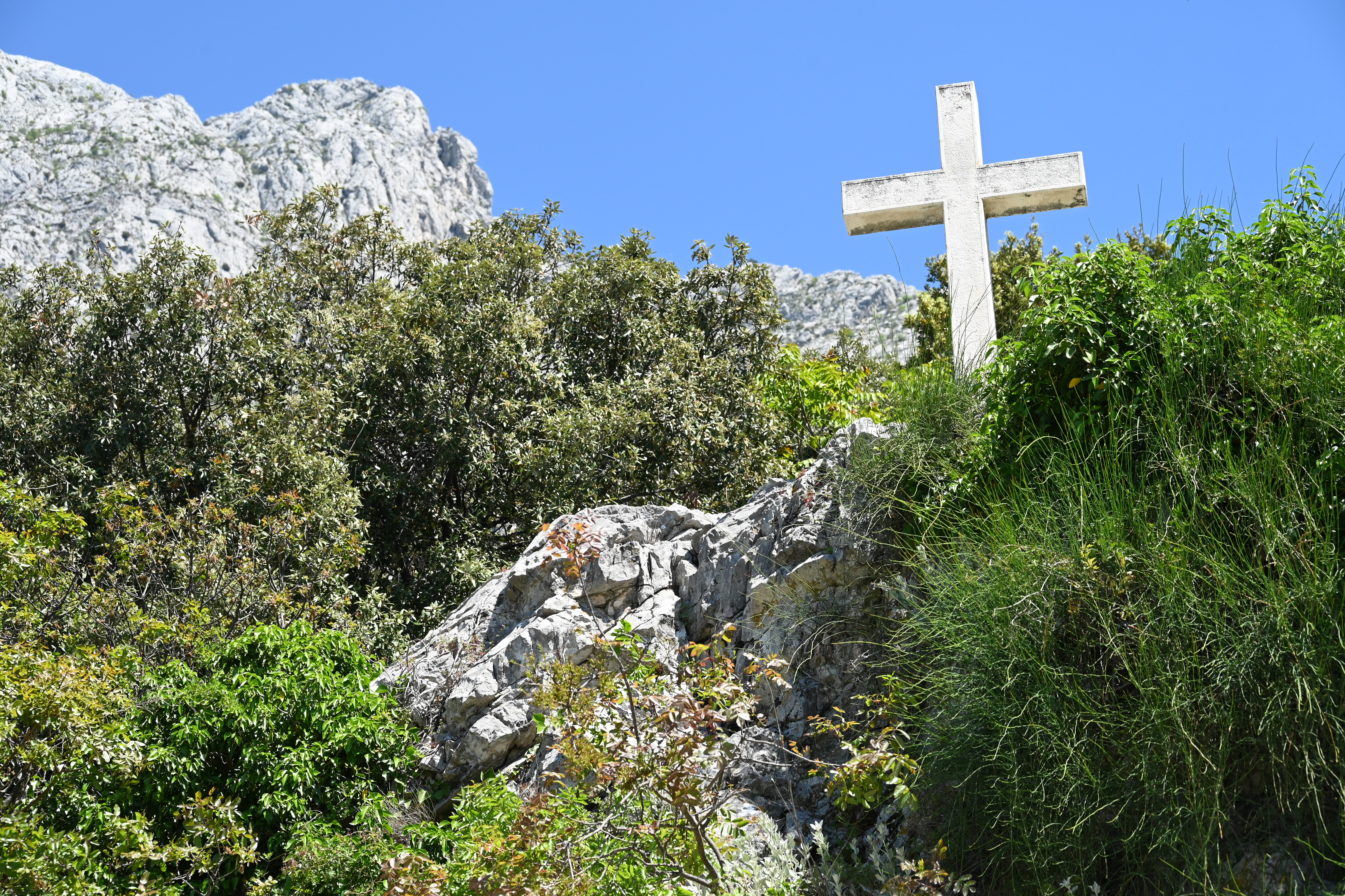
Krzyż umiejscowiony przy wjeździe do wsi